# Montfort-sur-Argens
Montfort-sur-Argens é uma comuna francesa na região administrativa da Provença-Alpes-Costa Azul, no departamento de Var. Estende-se por uma área de 11,92 km². Em 2010 a comuna tinha 1 410 habitantes (densidade: 118,3 hab./km²).